# Sexología

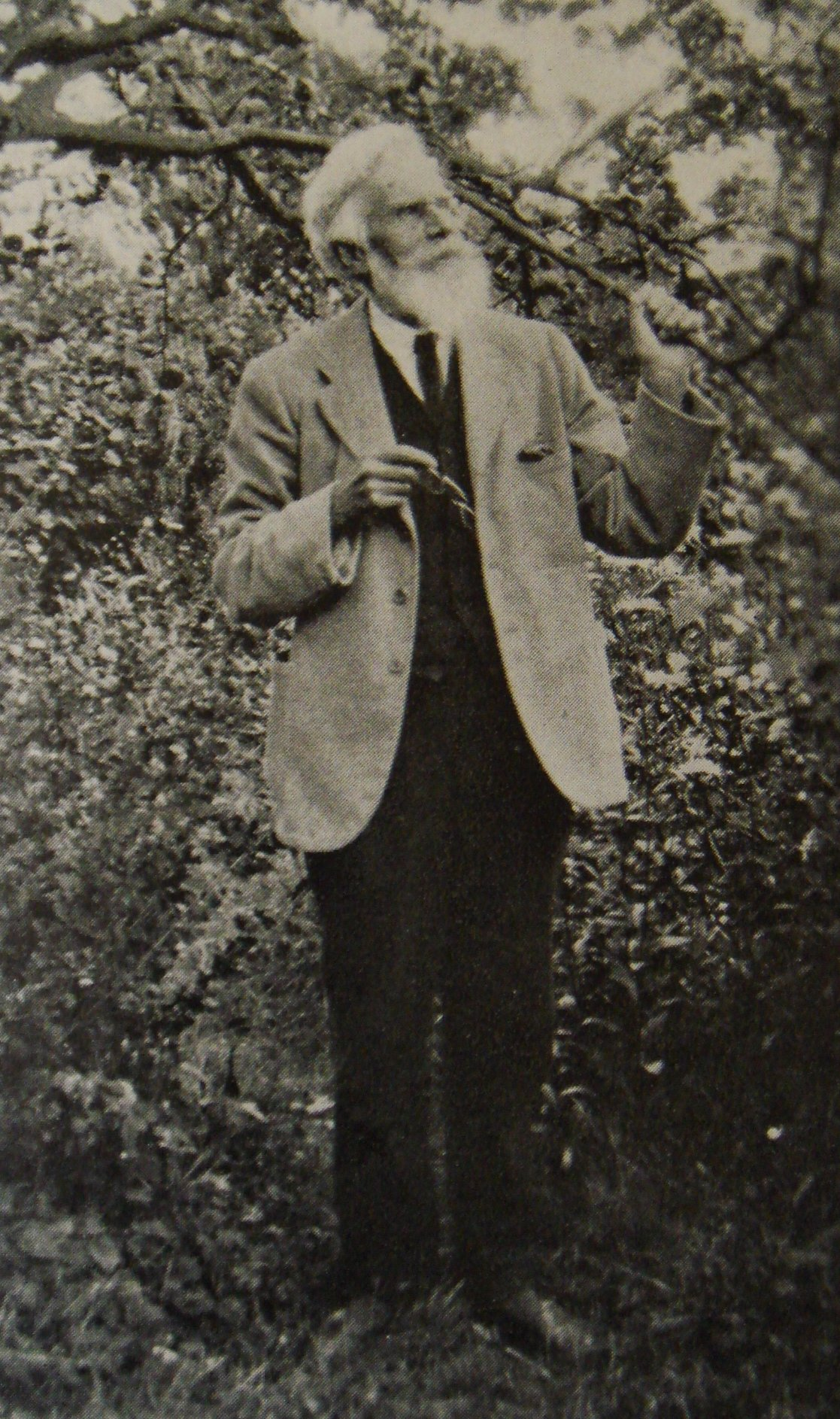
Havelock Ellis estudió medicina pero dedicó su trabajo enteramente al estudio de los sexos. Está considerado el primer sexólogo.

La sexología es el estudio científico de la sexualidad humana, incluidos los intereses, comportamientos y funciones sexuales humanos.
Los sexólogos aplican herramientas de varios campos académicos, como biología, medicina, psicología, epidemiología, sociología y criminología. Los temas de estudio incluyen desarrollo sexual (pubertad), orientación sexual, identidad de género, relaciones sexuales, actividades sexuales, parafilias e intereses sexuales atípicos. También incluye el estudio de la sexualidad a lo largo de la vida, incluida la sexualidad infantil, la pubertad, la sexualidad adolescente y la sexualidad entre los ancianos. La sexología también abarca la sexualidad entre los discapacitados mentales y/o físicos. El estudio sexológico de las disfunciones y trastornos sexuales, incluida la disfunción eréctil y la anorgasmia, también son pilares fundamentales. 

## Historia
Uno de los primeros investigadores de la sexualidad fue Richard von Krafft-Ebing que registró varias desviaciones sexuales en el libro Psychopathia Sexualis y en el que acuñó el término sadismo. Sin embargo, este autor no se considera hoy referente para la episteme sexológica.

### Primera generación
Si bien sus orígenes se remontan a la Ilustración y están enlazados con los del pensamiento feminista y la noción de género, su avance discurre de forma paralela a dichas teorías y se consolida como disciplina científica a finales del siglo XIX gracias al trabajo de Havelock Ellis, Magnus Hirshfeld y otros sexólogos en cuyas ideas se apoyan todavía hoy los profesionales del asesoramiento sexológico y la educación sexual epistémica. El término sexología fue acuñado por Elizabeth Osgood Goodrich Willard. Magnus Hirschfeld fundó el Institut für Sexualwissenschaft en Berlín en 1919 y organizó la Liga Mundial por la Reforma Sexual que en España tendría como referentes a Gregorio Marañón y a Hildegart.

### Segunda generación
Después de la Segunda Guerra Mundial sexólogos estadounidenses recogen el testigo europeo. En la década de 1940, el investigador Alfred Charles Kinsey revolucionó el estudio de la sexualidad humana, recolectando datos de la población estadounidense con la que elabora «Los Informes Kinsey», dos famosos manuales acerca de la sexualidad: El comportamiento sexual en el hombre fue publicado en 1948 y Comportamiento sexual en la mujer en 1953. La escala de Kinsey sirve para explicar los modos en los que oscila la orientación sexual humana, de homosexual a heterosexual, de forma gradual.
Más adelante, en las décadas de 1960 y 1970, William Masters (médico ginecólogo) y Virginia Johnson (psicóloga) se dedicaron a observar y estudiar miles de respuestas sexuales humanas en un marco académico, con las que elaboraron su libro La respuesta sexual humana. También realizaron avances en las aproximaciones terapéuticas a las disfunciones sexuales, tales como la eyaculación precoz, la disfunción eréctil y otras.
El intelectual y conductor de televisión peruano Marco Aurelio Denegri fue director de la revista científica y artística de cultura sexual Fáscinum. El primer número fue editado en abril de 1972. Es autor de libros como Hechos y opiniones acerca de la mujer, Obscenidad y Pornografía, La niña masturbación y su madrastra tabú, MAD: sexo, amor y otros placeres de la lengua, entre otras.
Efigenio Amezúa fundó en 1973 el Instituto de Ciencias Sexológicas, un importante representante de la sexología hoy día. En 1974, otra investigadora, Helen Kaplan, publicó su libro La nueva terapia sexual, en el que profundiza y avanza sobre las terapias descritas por Masters y Johnson, ideando terapias breves y de alta efectividad para los trastornos sexuales.
A partir de estos autores, la ciencia sexológica ha avanzado a grandes pasos, constituyéndose como dominio independiente de conocimiento, y una rama muy importante con influencia en disciplinas como la psicología y la medicina.
La sexología clínica es una disciplina reciente que es considerada primordial para la promoción de la salud y su relación con el bienestar y la calidad de vida. Su campo de acción son los trastornos o problemas sexuales, entre otros.

## Algunos términos sexológicos
Continuo de los sexos: Hirschfeld enunció su formulación de la noción de continuo de los sexos. Al considerar a estos como un continuo y no por separado, la hipótesis de trabajo de Hirschfeld, así como de la mayor parte de los sexólogos de la primera generación, dejó de lado la antigua forma de considerar a cada sexo independiente y primó la referencia de las gamas y los grados entre ellos. Muchos de estos materiales fueron publicados en el Anuario de los Estados Intersexuales que con regularidad apareció desde 1898.
Ninguno de los dos sexos —escribió repetidamente Hirschfeld— es puro o completo al cien por cien, sino que uno y otro forman un continuo único del que emergen los dos sexos por combinación a través de sus gamas y variedades. Dejando estas variedades para más adelante, solo se pretende poner de relieve esta noción nueva del continuo de los sexos.
Proceso de sexuación o biografía sexuada y seres sexuados: Desde que el ser humano es concebido empieza, al menos fisiológicamente, a ser configurado; el entorno también actúa y construye el ser. Por tanto, la sexualidad es un proceso. Este proceso impredecible que se inicia cuando el ser humano es concebido y no desaparece hasta que este desaparece. Es lo que lo convierte en un ser sexuado.  
Locus genitalis: La sexología parte de un lugar opuesto al «lugar genital», que es tradicional en otras disciplinas de las ciencias naturales.  Esto es, va más allá de lo puramente genital y reproductivo y explica el hecho sexual humano en toda su complejidad como una creación humana y por tanto cultural, que puede explicarse y estudiarse desde sí misma.
Caracteres sexuales terciarios: Frente a los criterios centrados en la reproducción o el placer, desde los que habían sido formulados los caracteres sexuales primarios y secundarios —primarios: los genitales; secundarios: sus efectos—, Ellis planteó los tres grupos de caracteres primarios, secundarios y terciarios en clave de sexuación y no desde las funciones antiguas de los machos y las hembras sino desde la construcción de las identidades de los sujetos modernos como hombres y mujeres, es decir, no ya desde el criterio de la reproducción o el placer sino desde la sexuación.

## Contribuyentes notables
Esta es una lista de sexólogos y contribuyentes notables al campo de la sexología, por año de nacimiento: 
- Carl Friedrich Otto Westphal[14] (1833–1890)
- Richard Freiherr von Krafft-Ebing (1840–1902)
- Albert Eulenburg (1840–1917)
- Auguste Henri Forel (1848–1931)
- Sigmund Freud (1856–1939)
- Wilhelm Fliess (1858–1928)
- Havelock Ellis (1858–1939)
- Eugen Steinach (1861–1944)
- Robert Latou Dickinson (1861–1950)
- Albert Moll (1862–1939)
- Edvard Westermarck (1862–1939)
- Clelia Duel Mosher (1863–1940)
- Eugene Wilhelm (aka Numa Praetorius) (1866–1951)
- Magnus Hirschfeld (1868–1935)
- Iwan Bloch (1872–1922)
- Theodoor Hendrik van de Velde (1873–1937)
- Max Marcuse[15] (1877–1963)
- Otto Gross (1877–1920)
- Ernst Gräfenberg (1881–1957)
- Bronisław Malinowski[16][17] (1884–1942)
- Harry Benjamin (1885–1986)
- Hans Blüher (1888–1955)
- Theodor Reik (1888–1969)
- Alfred Kinsey (1894–1956)
- Wilhelm Reich (1897–1957)
- Mary Calderone (1904–1998)
- Wardell Pomeroy (1913–2001)
- Albert Ellis (1913–2007)
- Kurt Freund (1914–1996)
- Ernest Borneman (1915–1995)
- William Masters (1915–2001)
- Gershon Legman (1917–1999)
- Harold I. Lief (1917–2007)
- Paul H. Gebhard (1917–2015)
- John Money (1921–2006)
- Robert Stoller (1924–1991)
- Ira Reiss[18] (1925–)
- Virginia Johnson (1925–2013)
- Preben Hertoft (1928–2017)
- Oswalt Kolle (1928–2010)
- Vern Bullough[19] (1928–2006)
- John Gagnon (1931–2016)
- Fritz Klein (1932–2006)
- Milton Diamond (1934–)
- Erwin J. Haeberle (1936–2021)
- Juan Carlos Kusnetzoff (1937–2024)
- Marco Aurelio Denegri (1938–2018)
- Gunter Schmidt (1938–)
- Rolf Gindorf (1939–2016)
- Volkmar Sigusch (1940–)
- Beverly Whipple (1941–)
- Martin Dannecker (1942–)
- Shere Hite (1943–2020)
- Ray Blanchard (1945–)
- Gilbert Herdt (1949–)
- Pan Suiming (1950–)
- Kenneth Zucker (1950–)
- Ava Cadell (1955–)
- Carol Queen (1958–)
- James Cantor (1966–)
- Marta Crawford (1969–)